# Folkeregisteradresse
 Denne artikel omhandler overvejende eller alene danske forhold. Hjælp gerne med at gøre artiklen mere almen.
En folkeregisteradresse er den adresse, som man har opgivet til Folkeregistret. 
Såfremt man har flere adresser, skal folkeregisteradressen være det sted, hvor man oftest sover og overnatter. En folkeregisteradresse er således ikke det samme som en postadresse, der i princippet kan være hvor som helst.
Det er folkeregisteradressen, der afgør hvor man kan stemme til valg og i hvilken kommune man er skattepligtig. Folkeregisteradressen er ligeledes den adresse, hvortil offentlige myndigheder automatisk sender post.